# Klemensker-Rø Pastorat
Klemensker-Rø Pastorat er et pastorat i Bornholms Provsti (Københavns Stift). Pastoratet ligger i Bornholms Regionskommune (Region Hovedstaden). I Klemensker-Rø Pastorat ligger Klemensker Sogn og Rø Sogn.